# Stictochironomus tamamontuki
Stictochironomus tamamontuki är en tvåvingeart som beskrevs av Sasa 1983. Stictochironomus tamamontuki ingår i släktet Stictochironomus och familjen fjädermyggor. Inga underarter finns listade i Catalogue of Life.